# ويكهم (باركشير)
ويكهم (بالإنجليزية: Wickham, Berkshire)‏ هي قرية تقع في المملكة المتحدة في جنوب شرق إنجلترا.